# 造词法
造词法（英语：word formation）又名构词法，是一个语言学术语，是指创造新词的方法。

## 概论
造词法，顾名思义是制造新词汇的方法。总体来说，造词的过程离不开人类对事物的理解、描绘和想象，再将原有的含义引申到其他含义以及扩展单词（例：派生）：例如，英语单词 charge 来源在源语言中本来有“装载”之义，后来引申、联想出很多其他含义，如“充电”、“收费”和“控告”。
语言是具有任意性的，一个词的形式（语音、文字）和意义（语义）的结合是任意的，因此同一个意思，在不同的语言中的发音可能是不一致的；但语言也有一定的相对的理据性。表示钟表声音的拟声词在汉语中为“dī dā（嘀嗒）”，英语中为 /tiktæk/ (ticktack)，这是理据性的体现；但同一事物的拟声词的形式也可以不同，这是任意性的体现。
造词法创造的新词具有新的形式和新的语义。给一个已经存在但是没有对应的文字形式的词一种新的书写形式不属于造词。

## 汉字
“六书”是创造汉字的最主要的方法。

### 象形

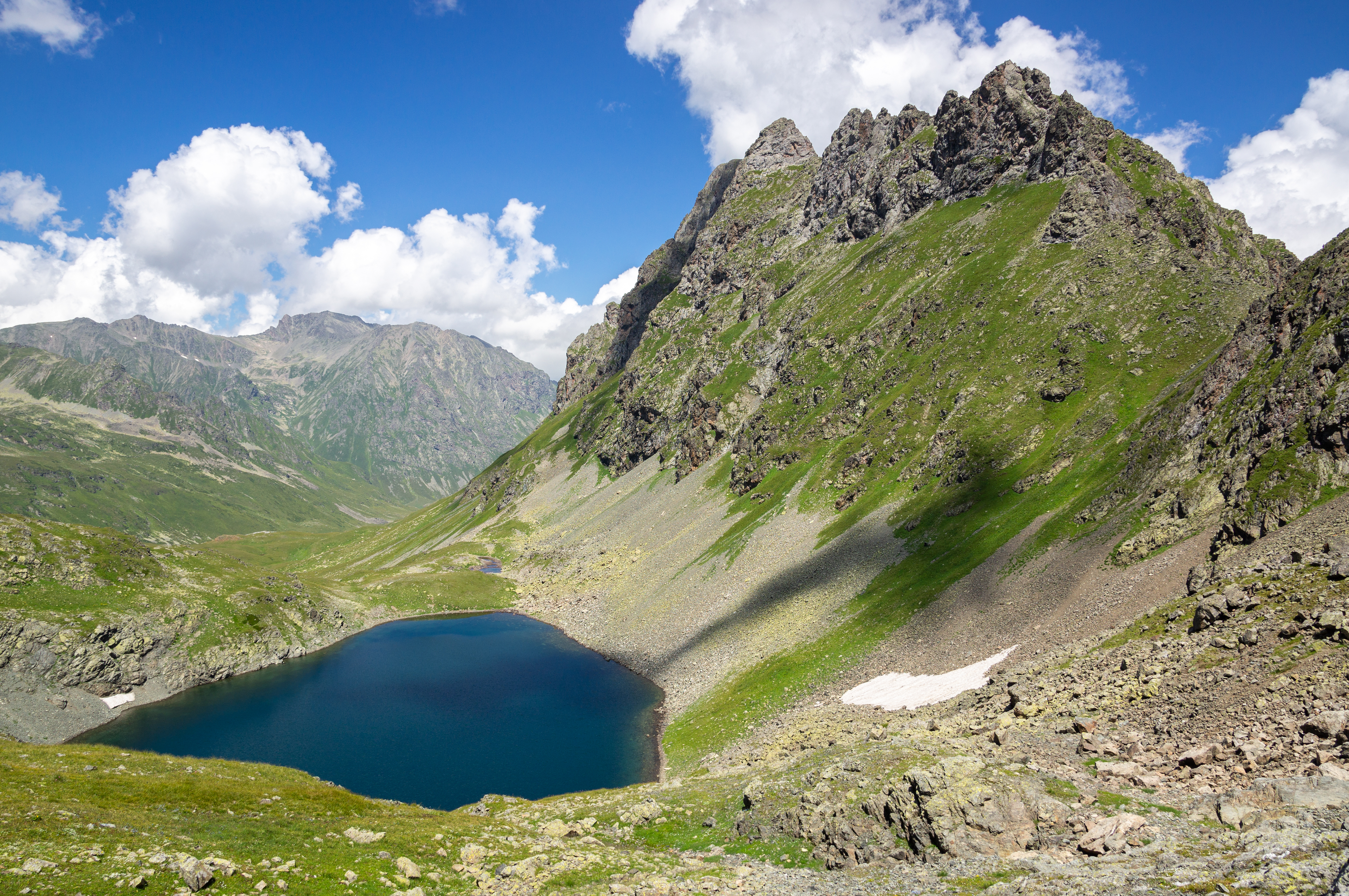
西高加索米尔格瓦尔（Mylgval）山

通过描绘事物的形状以表示该物体。这是最基本的造字方法。例如，“山”字的形状像山的轮廓；其他的例子有“日”、“川”和“田”等。这种方法的局限性在于难以制造抽象名词。

“川”的金文

### 指事
通过简单的符号或标记来表示抽象概念。例如，“上”和“下”分别用上下两个短横线表示。

### 会意

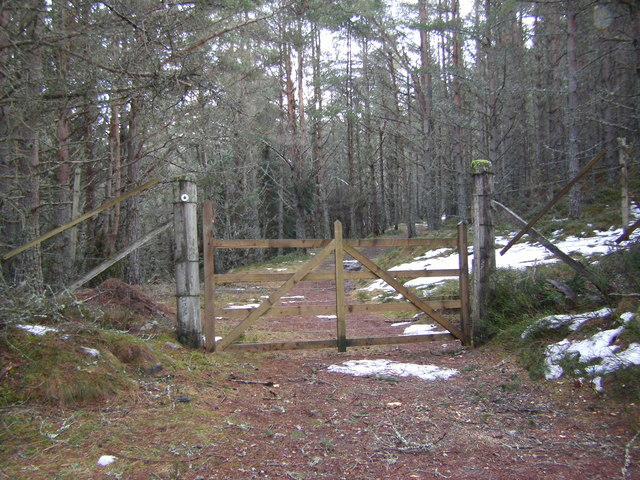
苏格兰的一片树林

由两个或多个汉字的意思结合而成的新字，表达出新的意思。例如，“林”字由两个“木”组成，表示树林。

### 形声
由一个表意部分（形旁）和一个表音部分（声旁）组合而成，形旁通常表示字义，声旁表示发音（标示的可以是古汉语发音）。例如，“江”/*kroːŋ/（郑张的上古汉语拟音）字的“氵”表示与水有关，而“工”/*koːŋ/ 表示发音。

### 转注
两个或多个字的意义相互借用，形成新义，通常是同义词或近义词的关系。例如，“干”和“杆”在某些用法中可以互相转注。

### 假借
使用一个字的发音来表示另一个字的意思，原字可能与新字的意思无关。甲骨文的“万”原是蝎子的象形，但后来假借为数词“千万”的“万”。

## 其他
一般来说，最常见的方法是派生、缩写和语义变化。

### 派生构词（Derivation）
通过词根和词缀的组合来造新词，例：
中文：列车、管理局、阿姨
英语：unbelievable, complex, discover
德语：anhören, mitspielen, Verfassung

### 拟声词（Onomatopoeia）
拟音是通过模仿声音来造词，如模仿动物声音的“汪”、“喵”，象声词“哗啦”、“啪”，“娃”“蛙”英语中的tinkle（叮当声）等。除了象声词外，其他词类的词也可以通过拟音造出，如表示名称的“蛐蛐”、“铃铛”、“bomb”（炸弹）、“horse（马）”、“seagull（海鸥）”。

### 缩写 （Abbreviation）
抽出原词语或词组中具有代表性的语素、音节或字母来造词。如“初级中学”变为“初中”，“中央广播电视总台春节联欢晚会”变为“春晚”，“北京大学”变为“北大”，“香港大学”变为“港大”。

#### 截短（Clipping）
截取原词语的一部分产生新词。如“计算机”，本指一切能进行数学运算的机器；今特指电子计算机，是“电子计算机”的减缩。又如英语中“examnation”（考试）变为“exam”，“advertisement”（广告）变为“ad”，“influenza”（流感）变为“flu”。

### 语义造词 （Semantic change）

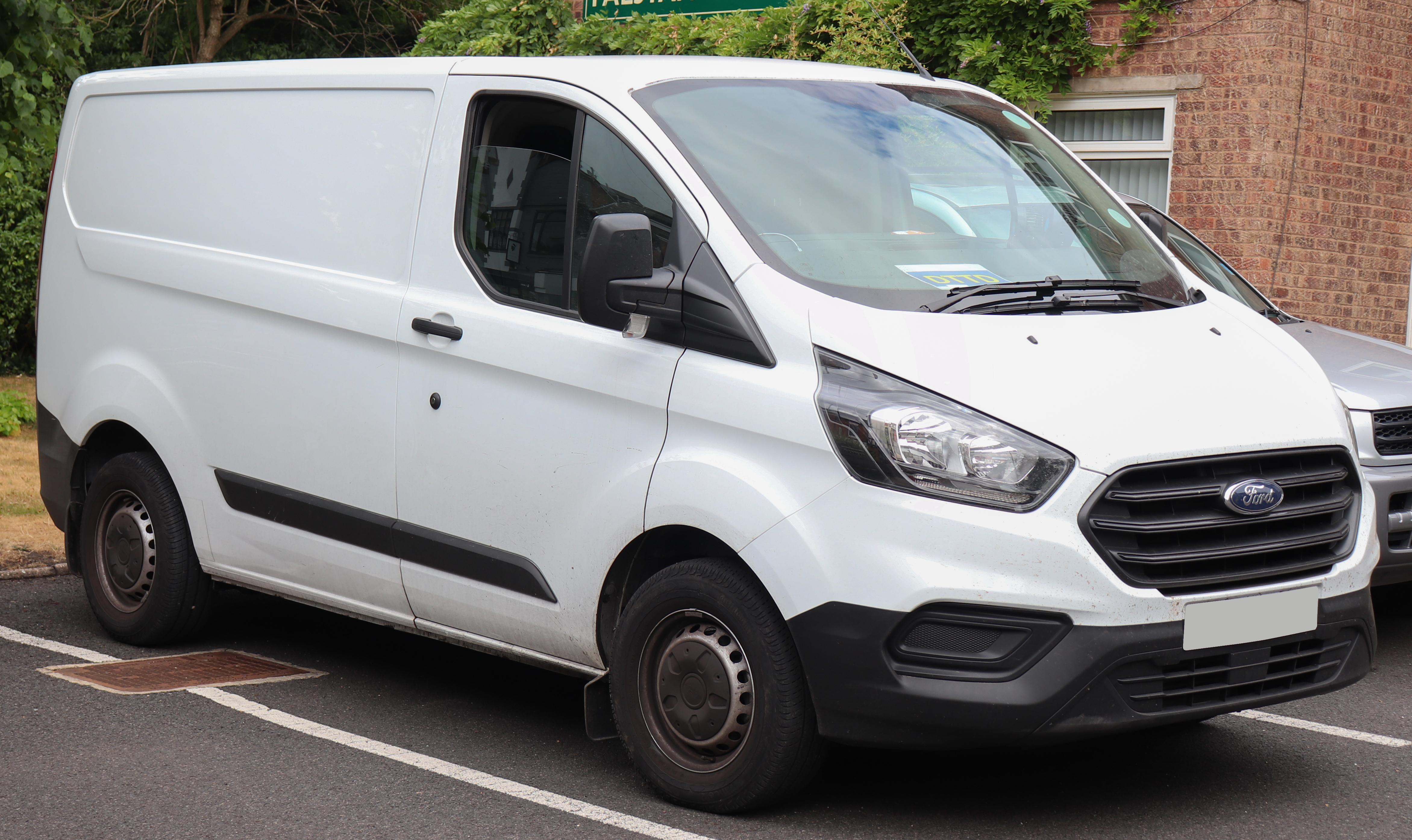
一辆白色的面包车

语义造词是指新词通过旧词词义的引申、比喻、借代、联想等方法而产生。
- 汉语的“信”（诚实、信用）引申为表书信的“信”[來源請求]；

- “杜鹃”（鸟）通过联想造出新词“杜鹃花”；

- 面包车的外形相似于面包；
- 吹牛皮（说大话[註 1]）到吹牛逼（音近、恶俗化）到牛逼（不是吹牛逼，是真牛逼）到牛（厉害，非常好）。
- 英语 cell 有多种含义[8]，如修道院的小房间、生物学的细胞、Excel的单元格，而它的主要语义都和“小隔间”相关；
- 古英语“bock”（榉树）通过借代（用材料借代物品）引申为现代英语的“book”（书）[2]。

#### 比喻造词

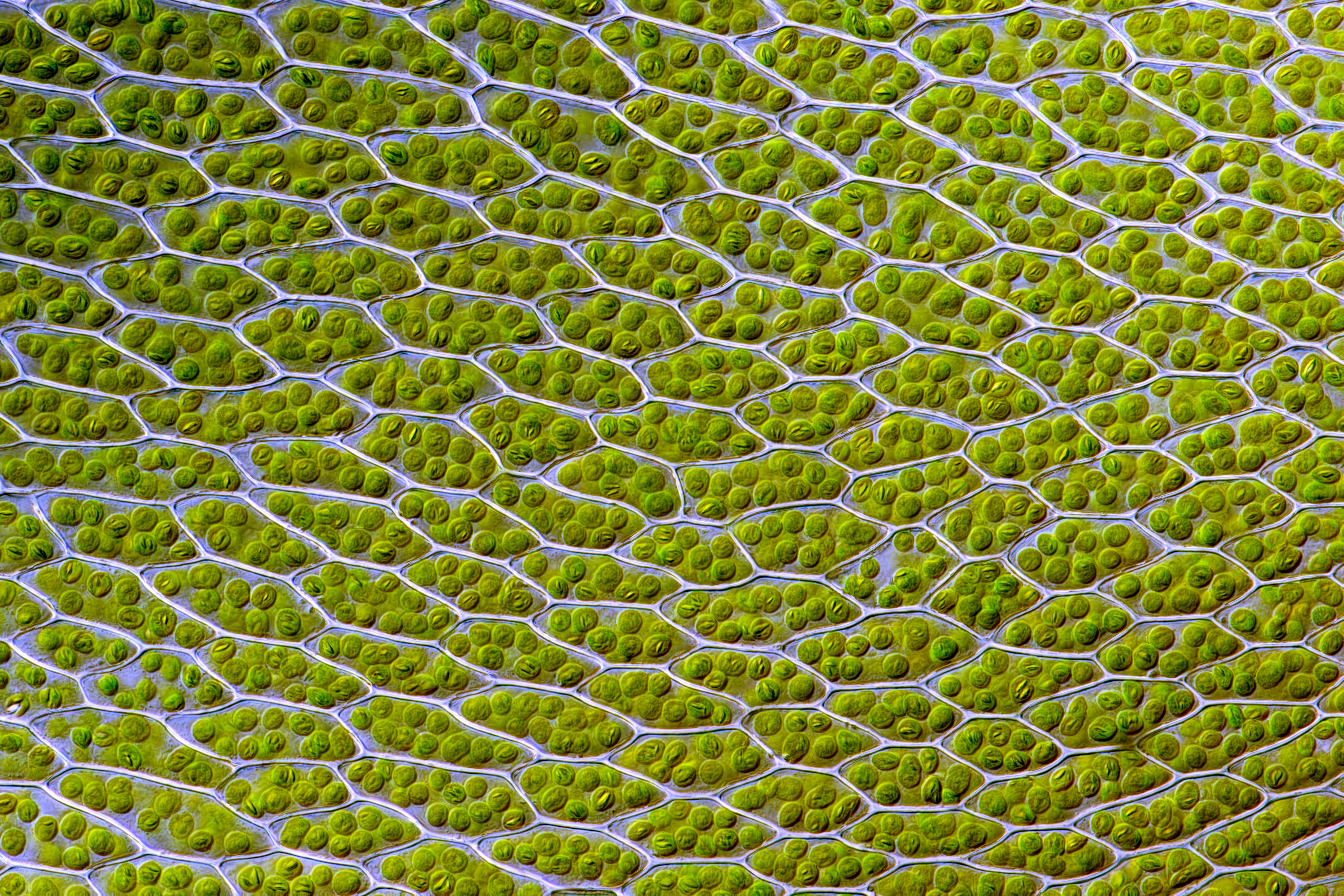
细胞堆积的样子就好像有大量的小隔间一样。

有时用比喻的方式所引申、制造的字词甚至会超过原意的使用率。“傀儡”本是一种艺术，实际运用中更多指“被控制的；不能自主决策的”，如“傀儡政府”。

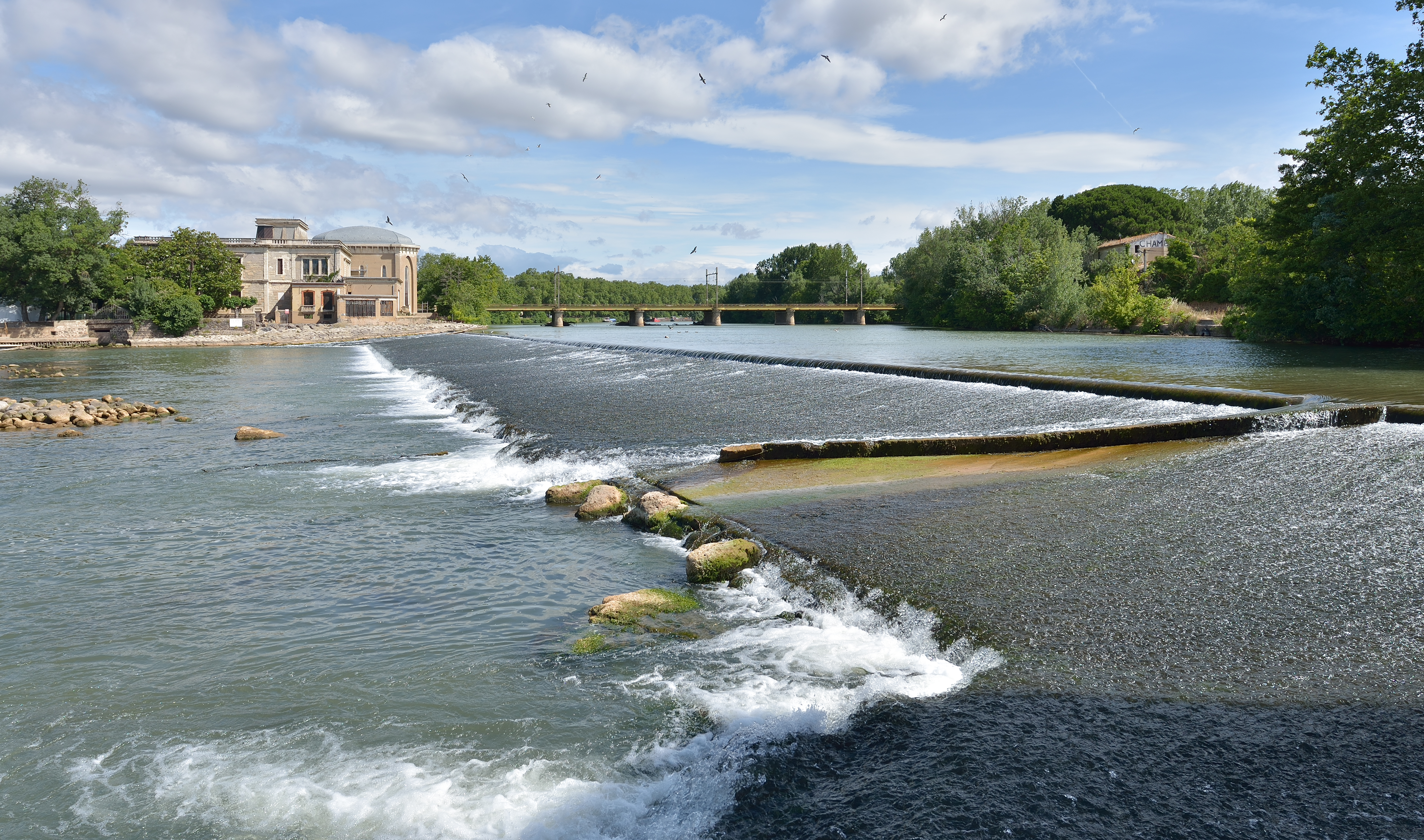
法国埃罗河。中文成语“川流不息”（川：河流）指事物（例：交通、人群）像水流一样连续不断。

### 词类活用（Conversion）
原词在没有形式上的变化的情况下转化为另一种词性。如英语中的“phone”（电话），后来转化为动词，表示“拨打电话”。

### 复合（Compound）
通过几个词语（自由语素）组合造词。这种造词方法在汉语中特别常见（因为汉语的不自由语素不多），如“身体”（词素是并列关系）、“青菜”（偏正）、“地震”（主谓）、“司机”（述宾短语）、“扩大”（补充），又如英语中的“girlfriend”（女朋友）。

### 专名转化（Eponym）
某一个人名或其他专有名词，变成了一个普通名词。三明治的发明人第四代三明治伯爵约翰·孟塔古爵位名为“Sandwich”，后来“sandwich”就变成了表示“三明治”意义的普通名词。

### 融合（Blending）
在几个意义相关的旧词的基础上，各取一部分语音形式，融合成新词。
汉语中的“羟”（qiǎng，指一种有氢、氧原子组成的基团），就融合了“氢”的声母“q”和氧的韵母和声调“iǎng”；又如英语中的“smog”（烟雾），就是由“smoke”（烟）和“fog”（雾）融合而成的。

## 外来语
吸收一个外语中的词，包括语音、语义，往往还包括书写形式，比如英语中的 fiancé（未婚夫），其音、义、形都来自法语中的 fiancé 。

### 借形
借用一个外语词的语义和书写形式，但是语音是本来的语言中对应此书写形式的发音。汉语中的“电话”，书写形式和意义都是借日语中的一词，但读音仍用汉语的 diàn huà ，和日语的  denwa 相近。

### 音译
选用纯表音的音节来翻译外来词。如“荷兰”、“彼得”、英语的“typhoon”等。音译和拟音有区别：前者是模仿另一种语言中的语音来造词，所造词的音和词义通常没有直接关联；后者通过模仿自然界声音来造词，所造词的音和词义有一定关联。

### 仿译
把一个外语中的合成词中的各个语素依次翻译来造出新词或短语，保留其构词方法和字面意思。汉语“软件”仿译英文的“software”。

### 音义兼译
选用音近同时也意近的语素来翻译外来词。如“基因”，音上接近于英语的“gene”，同时也有“基本的、基础的因素、因子”的含义。

### 语义借用
语言中本来有这个词（这点和借词区分），又吸收另外的一种语言中音、义都对应的词的某个义项。比如德语中的“realisieren”只有“实现”一个含义，而英语中对应的“(to) realize”还有“意识到”的含义；后来德语就从英语中借走了这一义项。

## 造词法与构词法
有的语言学家认为造词法和构词法不对等。造词法，或称造词方法，是关于词如何在已有的语言基础上创造出来的。构词法，或称造词结构，则是对已经造完的词的解剖。。
比如汉语中的“橄榄球”和“棒球”，从造词结构上看，都是偏正结构的复合词；但从造词方法上看，前者是从“形状”和“球类运动”两个方面命名的，而后者是英文 baseball 的仿译词。